# Iñupiat (gruppo etnico)
Gli Iñupiat (o Inupiat, Iñupiaq o Inupiaq) sono un gruppo di nativi dell'Alaska, il cui territorio tradizionale si estende all'incirca a nord-est da Norton Sound sul Mare di Bering alla parte più settentrionale del confine tra Canada e Stati Uniti. Le loro comunità attuali includono 34 villaggi in tutta Iñupiat Nunaat (terre degli Iñupiaq), inclusi sette villaggi dell'Alaska nel Borough di North Slope, affiliati alla Arctic Slope Regional Corporation; undici villaggi nel Borough di Northwest Arctic e sedici villaggi affiliati alla Corporazione regionale dello Stretto di Bering. L'inupiaq, la loro lingua originale, è un dialetto Inuit della sottofamiglia linguistica eschimo-aleutina.

## Nome

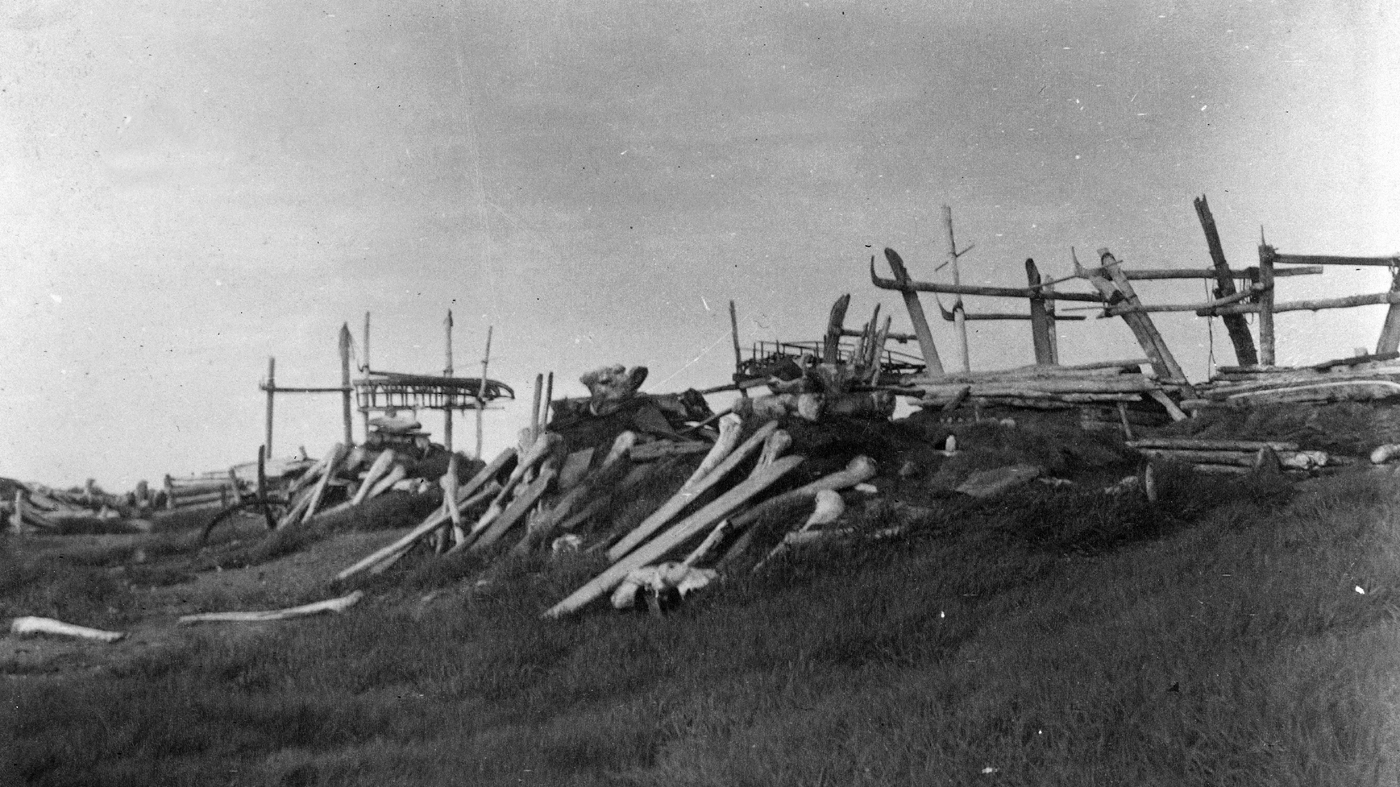
La stanza comune, o Inyupik Qargi, semisepolta e usata solo dagli uomini in inverno, Point Hope, Alaska, 1885. Durante la carenza di legno, le ossa di balena sono state utilizzate come materiale da costruzione

Iñupiat (iɲupiɐt)  è la forma plurale del nome delle persone. La forma singolare è Iñupiaq (iɲupiɑq), che a volte si riferisce anche alla lingua. Iñupiak (iɲupiɐk) è la forma duale. Le radici sono iñuk "persona" e -piaq "reale", cioè un endonimo che significa "gente reale".

## Gruppi

### Gruppi etnici
Il popolo Iñupiat è composto dalle seguenti comunità
- Inupiat della penisola di Seward
- Nunamiut[10]
- Iñupiat artico nord-occidentale (Malimiut)
- Inupiat della costa dell'Alaska settentrionale (Taġiuġmiut, popolo del mare o Siḷaliñiġmiut)

## Società regionali

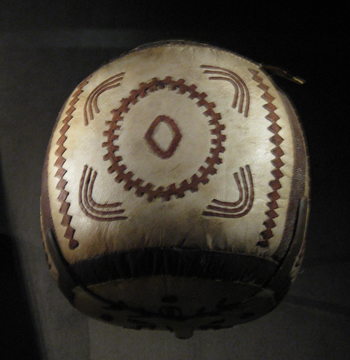
palla Iñupiaq, 1910, Utqiaġvik, collezione del National Museum of the American Indian

Nel 1971, l'Alaska Native Claims Settlement Act ha istituito tredici Alaskan Native Regional Corporations. Lo scopo delle società regionali era quello di creare istituzioni in cui i nativi dell'Alaska avrebbero generato sedi per fornire servizi ai suoi membri, che erano stati incorporati come "azionisti". Le corporazioni regionali dei nativi dell'Alaska pongono molte sfide poiché la partecipazione al capitalismo estrattivo è spesso in conflitto con gli stili di vita di sussistenza dei nativi dell'Alaska che richiedono la salute degli ecosistemi.  Tre corporazioni regionali si trovano nelle terre dell'Iñupiat. Questi sono i seguenti.
- Arctic Slope Regional Corporation
- Bering Straits Native Corporation
- NANA Regional Corporation

## Governi tribali
Prima della colonizzazione, gli Iñupiat, come tutti i popoli indigeni, esercitavano la sovranità basata su strutture e ordine sociali complessi. Nonostante il trasferimento di terre dalla Russia agli Stati Uniti e l'annessione dell'Alaska, la sovranità degli Iñupiat continua ad essere articolata in vari modi. Una forma limitata di questa sovranità è stata riconosciuta dalla Federal Indian Law, che delinea il rapporto tra il governo federale e gli indiani d'America. La legge federale indiana riconosceva ai governi tribali un'autodeterminazione limitata. Nel 1993, il governo federale ha esteso il riconoscimento federale alle tribù dei nativi dell'Alaska. I governi tribali hanno creato vie per le tribù per contrattare con il governo federale per gestire programmi a diretto beneficio dei popoli nativi. In tutte le terre di Iñupiat ci sono vari governi tribali regionali e di villaggio. I governi tribali variano per struttura e servizi forniti, ma spesso sono legati al benessere sociale delle comunità. I servizi includono, ma non sono limitati a, istruzione, alloggio, servizi tribali, sostegno sanitario alle famiglie e connessione culturale con il luogo e la comunità.

## Lingua
Le lingue inuit hanno nomi diversi a seconda della regione in cui sono parlate. Nell'Alaska settentrionale, la lingua inuit è chiamata Iñupiat. All'interno dell'Iñupiat dell'Alaska, ci sono quattro dialetti principali: North Slope, Malimiut, Bering Straits e Qawiaraq. I dialetti Iñupiat fiorirono prima del contatto con gli occidentali. A causa dei duri metodi di assimilazione, nei collegi, dei nativi americani, i nativi venivano puniti perché parlavano la loro lingua. Ora solo 2.000 delle circa 24.500 persone Iñupiat parla la loro lingua madre.
Gli sforzi di rivitalizzazione della lingua, si sono concentrati sulle lingue e sugli stili di vita dei nativi dell'Alaska. Situata a Kotzebue, Alaska, una scuola di immersione linguistica Iñupiat chiamata Nikaitchuat Iḷisaġviat è stata fondata nel 1998. La missione della scuola è di "infondere la conoscenza dell'identità, della dignità, del rispetto Iñupiaq e di coltivare l'amore per l'apprendimento permanente". La June Nelson Elementary school è un'altra scuola a Kotzebue che sta lavorando per includere più contenuti nel loro curriculum sulla lingua e cultura Iñupiat. Anche la Nome Elementary School di Nome, Alaska, ha messo in atto piani per integrare un programma di immersione nella lingua Iñupiaq. Ci sono molti corsi offerti nei vari campus che fanno parte del Sistema dell'Università dell'Alaska. L'University of Alaska Fairbanks offre un corso online chiamato Beginning Iñupiaq Eskimo, un corso introduttivo alla lingua Iñupiaq aperto sia a parlanti che a non parlanti di Iñupiaq. L'University of Alaska Anchorage offre più livelli di apprendistato elementare di lingua Iñupiaq e lingua madre dell'Alaska e corsi intensivi.

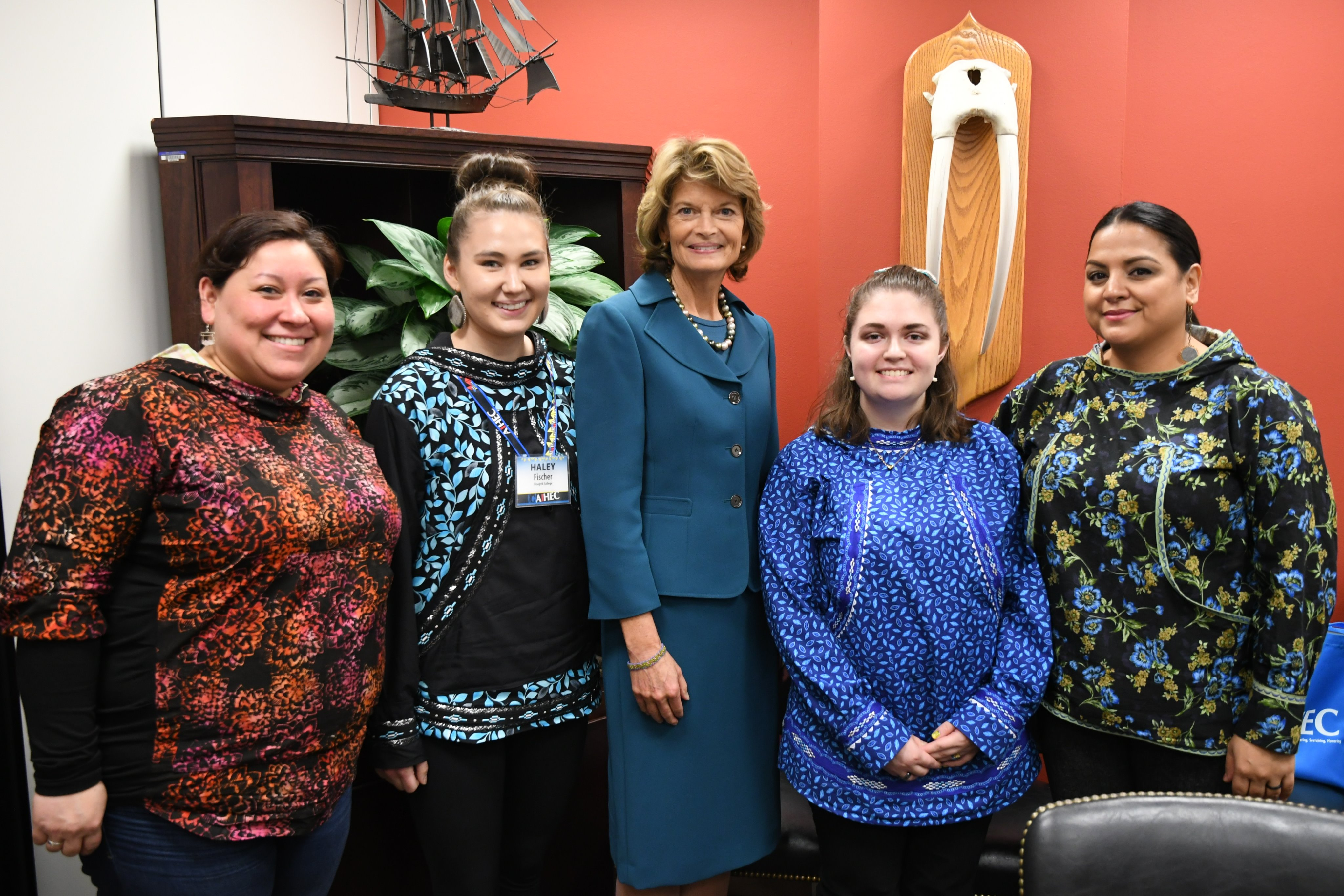
Studenti dell'Iḷisaġvik College con la senatrice Lisa Murkowski

Dal 2017, un gruppo di base di studenti di lingua Iñupiat ha organizzato l'Iḷisaqativut, un corso intensivo di lingua Iñupiaq di due settimane che si tiene in tutte le comunità della regione di Iñupiat. Il primo raduno si è tenuto a Utqiaġvik nel 2017, Siqnasuaq (Nome) nel 2018 e Qikiqtaġruk (Kotzebue) nel 2019.
Kawerak, un'organizzazione senza scopo di lucro della regione dello Stretto di Bering, ha creato un glossario linguistico che include termini dall'Iñupiaq, nonché termini dall'inglese, Yup'ik e l'Yupik dell'Isola di San Lorenzo.
Diverse persone Inupiat svilupparono sistemi di scrittura pittografica all'inizio del XX secolo. È noto come Alaskan Picture Writing.

## Storia
Insieme ad altri gruppi Inuit, gli Iñupiaq provengono dalla cultura Thule. Intorno al 300 a.C., i Thule migrarono dalle isole del Mare di Bering a quella che oggi è l'Alaska.
I gruppi Iñupiaq, in comune con i gruppi di lingua Inuit, hanno spesso un nome che termina con il suffisso "miut", che significa "un popolo di". Un esempio è Nunamiut, un termine generico per i cacciatori di caribù Iñupiaq dell'entroterra. Durante un periodo di inedia e un'epidemia di influenza (probabilmente introdotta dagli equipaggi di caccia alle balene americani ed europei) la maggior parte di queste persone si trasferì sulla costa o in altre parti dell'Alaska tra il 1890 e il 1910. Un certo numero di Nunamiut tornò sulle montagne negli anni '30.
Nel 1950, la maggior parte dei gruppi di Nunamiut, come i Killikmiut, si erano uniti formando il villaggio di Anaktuvuk Pass, un villaggio nell'Alaska centro-settentrionale. Alcuni dei Nunamiut rimasero nomadi fino agli anni '50.
Gli antecedenti dell'Iditarod Trail erano i sentieri nativi degli indiani Athabaskan Dena'ina e Deg Hit'an e degli Inupiaq.

## Sostentamento
Gli iñupiat sono cacciatori-raccoglitori, come la maggior parte dei popoli artici. Gli iñupiat continuano a fare molto affidamento sulla caccia e la pesca di sussistenza. A seconda della loro posizione, cacciano trichechi, foche, balene, orsi polari, caribù e pesci. Sia gli Iñupiat dell'entroterra (Nunamiut) che della costa (Taġiumiut, ad esempio Tikiġaġmiut) dipendono molto dal pesce. Durante le stagioni, quando sono disponibili, gli alimenti di base includono anche anatre, oche, conigli, bacche, radici e germogli.
Gli Iñupiat dell'entroterra cacciano anche caribù, ariete di Dall, orsi grizzly e alci. Gli Iñupiat costieri cacciano trichechi, foche, beluga e balena artica. A volte, viene cacciato anche l'orso polare.
La cattura di una balena avvantaggia ogni membro di una comunità Iñupiat, poiché l'animale viene macellato e la sua carne e grasso vengono assegnati secondo una formula tradizionale. Anche i parenti che vivono in città, a migliaia di chilometri di distanza, hanno diritto a una quota di ogni balena uccisa dai cacciatori del loro villaggio ancestrale. Il maktak, un alimento tradizionale dei popoli dell'Artico costituito dalla pelle e il grasso di balena, è ricco di vitamine A e C.  Il contenuto di vitamina C delle carni viene distrutto dalla cottura, quindi il consumo di carni crude e di questi alimenti ricchi di vitamine contribuisce alla buona salute in una popolazione con accesso limitato a frutta e verdura.
Un valore importante nella caccia di sussistenza è l'utilizzo dell'intero pescato o animale. Ciò è dimostrato nell'utilizzo delle pelli trasformate in vestiti, come si vede con pelli di foca, alci, caribù e di orso polare. Anche la pelliccia di conigli, castori, martora, lontra e scoiattoli viene utilizzata per adornare i vestiti per riscaldarsi. Queste pelli e pellicce vengono utilizzate per realizzare parka, mukluk, cappelli, guanti e pantofole. Il qiviut viene raccolto quando il bue muschiato perde il sottostrato di pelliccia e viene filato in lana per fare sciarpe, cappelli e guanti. L'uso della pelle e della pelliccia degli animali ha mantenuto gli Iñupiat al caldo nonostante le dure condizioni delle loro terre d'origine, poiché molti dei materiali forniscono qualità naturali impermeabili o antivento. Altre parti di animali che sono state utilizzate sono gli intestini di tricheco che vengono trasformati in tamburi da ballo e qayaq o umiaq, tradizionali barche di pelle.
Le zanne d'avorio di tricheco e i fanoni di balene sono utilizzati anche come espressioni d'arte native. Esistono politiche protettive sulla caccia di trichechi e balene. La caccia di trichechi esclusivamente per l'uso dell'avorio è molto disprezzata e proibita dalla legge federale con pene lunghe e costose.
Dagli anni '70, il petrolio e altre risorse sono state un'importante fonte di entrate per gli Iñupiat. L'Alaska Pipeline collega i pozzi di Prudhoe Bay con il porto di Valdez nell'Alaska centro-meridionale. A causa delle trivellazioni petrolifere nell'arido nord dell'Alaska, tuttavia, il modo tradizionale di cacciare alle balene sta entrando in conflitto con una delle richieste più pressanti del mondo moderno: trovare più petrolio.
Gli Iñupiat mangiano una varietà di frutti di bosco e, mescolati con il sego, preparano un dolce tradizionale. Mescolano anche le bacche con i cinorrodi e i mirtilli rossi e li fanno bollire in uno sciroppo.

## Cultura

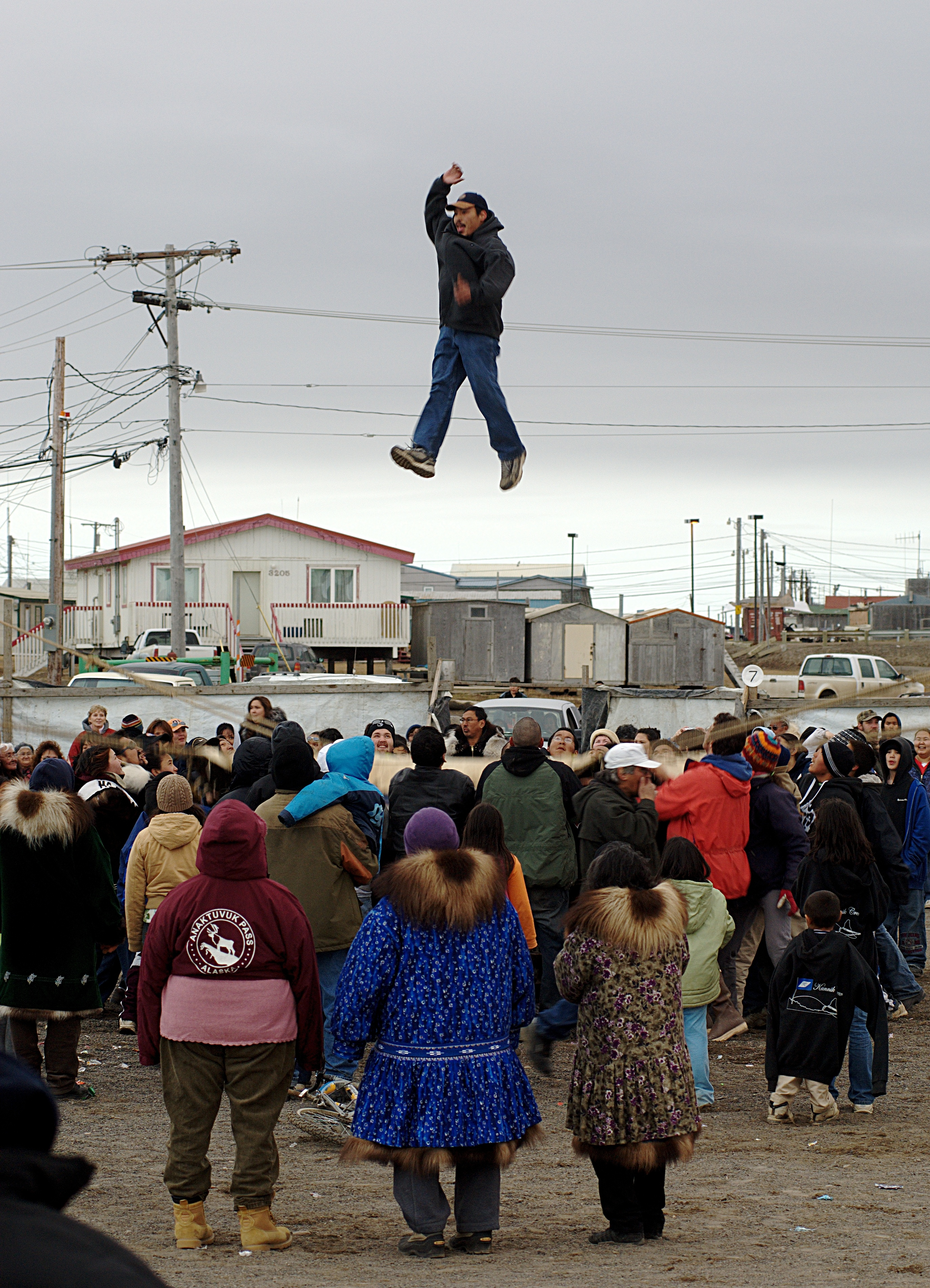
Lancio con la coperta durante un Nalukataq a Utqiaġvik, Alaska

Tradizionalmente, alcuni gruppi Iñupiat vivevano in comunità sedentarie, mentre altri erano nomadi. Alcuni villaggi della zona sono occupati da gruppi indigeni da oltre 10.000 anni.
Il Nalukataq è un festival di caccia alle balene primaverile tra Iñupiat. Il festival celebra la tradizionale caccia alle balene e onora lo spirito della balena che ha dato il suo corpo fisico per nutrire interi villaggi. Lo spirito della balena è onorato da gruppi di danza provenienti da tutto il nord che eseguono canti e balli.
L'Iñupiat Ilitqusiat è un elenco di valori che definiscono le persone Iñupiat. È stato creato dagli anziani di Kotzebue, in Alaska, eppure i valori risuonano e sono stati articolati in modo simile da altre comunità di Iñupiat. Questi valori includono: rispetto per gli anziani, duro lavoro, successo del cacciatore, ruoli familiari, umorismo, rispetto per la natura, conoscenza dell'albero genealogico, rispetto per gli altri, condivisione, amore per i bambini, cooperazione, evitare conflitti, responsabilità alla tribù, all'umiltà e alla spiritualità.
Questi valori servono come linee guida di come gli Iñupiat devono vivere le loro vite. Informano e possono essere derivati dalle pratiche di sussistenza degli Iñupiat.
C'è un istituto di istruzione superiore orientato alla cultura Iñupiat, Iḷisaġvik College, situato a Utqiaġvik.

## Problemi attuali
Nel popolo Iñupiat è cresciuta sempre più negli ultimi anni la preoccupazione che il cambiamento climatico stia minacciando il loro stile di vita tradizionale. La tendenza al riscaldamento nell'Artico influisce sul loro stile di vita in numerosi modi, ad esempio: l'assottigliamento del ghiaccio marino rende più difficile la caccia a balene, foche, trichechi e altri cibi tradizionali poiché cambia i modelli di migrazione dei mammiferi marini che dipendono sui flussi di ghiaccio e il diradamento del ghiaccio marino può causare la caduta di persone attraverso il ghiaccio; gli inverni più caldi rendono i viaggi più pericolosi e meno prevedibili man mano che si formano più tempeste; il ghiaccio marino che si forma successivamente contribuisce ad aumentare le inondazioni e l'erosione lungo la costa a causa dell'aumento delle tempeste autunnali, mettendo in pericolo direttamente molti villaggi costieri. L'Inuit Circumpolar Council, un gruppo che rappresenta le popolazioni indigene dell'Artico, ha sostenuto che il cambiamento climatico rappresenta una minaccia per i loro diritti umani.
Al censimento degli Stati Uniti del 2000, la popolazione di Iñupiat negli Stati Uniti contava più di 19.000 persone. La maggior parte di loro vive in Alaska.

## Iñupiat Nunaat (territori Iñupiat)

Mappa dell'Alaska che evidenzia Borough di North Slope

Borough di North Slope : Anaktuvuk Pass (Anaqtuuvak, Naqsraq), Atqasuk (Atqasuk), Utqiaġvik (Utqiaġvik, Ukpiaġvik), Kaktovik (Qaaktuġvik), Nuiqsut (Nuiqsat), Point Hope (Tikiġaq), Point Lay (Kali), Wainwright (Ulġuniq)

Mappa dell'Alaska che evidenzia il Borough di Northwest Arctic

Borough di Northwest Arctic : Ambler (Ivisaappaat), Buckland (Nunatchiaq, Kaŋiq), Deering (Ipnatchiaq), Kiana (Katyaak, Katyaaq), Kivalina (Kivalliñiq), Kobuk (Laugviik), Kotzebue (Qikiqtaġruk), Noatak (Nuataaq), Noorvik (Nuurvik), Selawik (Siilvik, Akuligaq), Shungnak (Isiŋnaq, Nuurviuraq)

Map of Alaska highMappa dell'Alaska che evidenzia il Census Area di Nome

Census Area di Nome : Brevig Mission (Sitaisaq, Sinauraq), Diomede (Iŋalik), Golovin (Siŋik), Koyuk (Kuuyuk), Nome (Siqnazuaq, Sitŋasuaq), Shaktoolik (Saqtuliq), Shishmaref (Qigiqtaq), Teller (Tala, Iġaluŋniaġvik), Wales (Kiŋigin), White Mountain (Natchirsvik), Unalakleet (Uŋalaqłiq)

## Galleria d'immagini

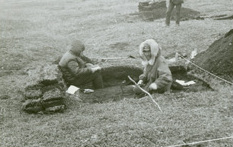
Sito archeologico di 2000 anni, Point Hope, Alaska, 1961
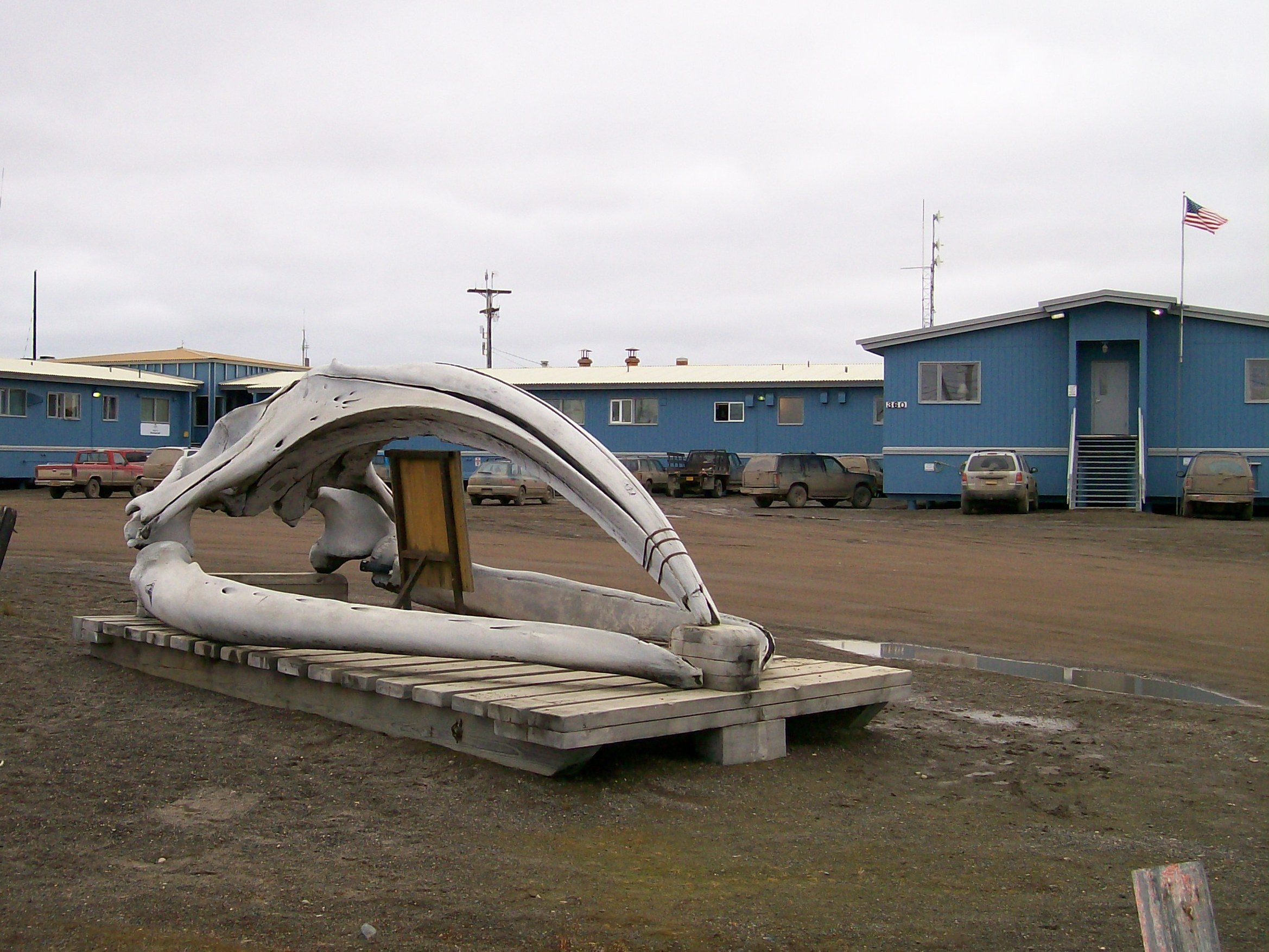
Cranio di balena dell'Iḷisaġvik College
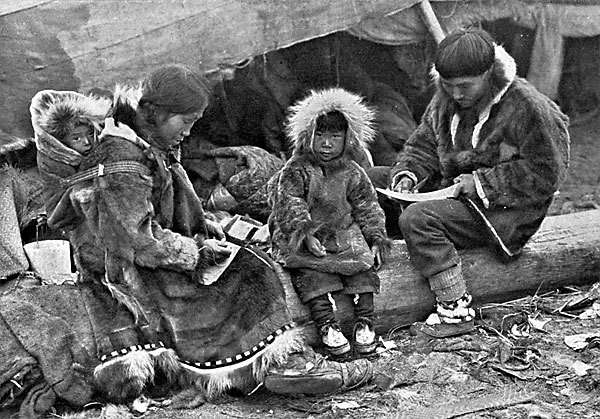
Famiglia Iñupiat, Isola King (Ugiuvak), 1917
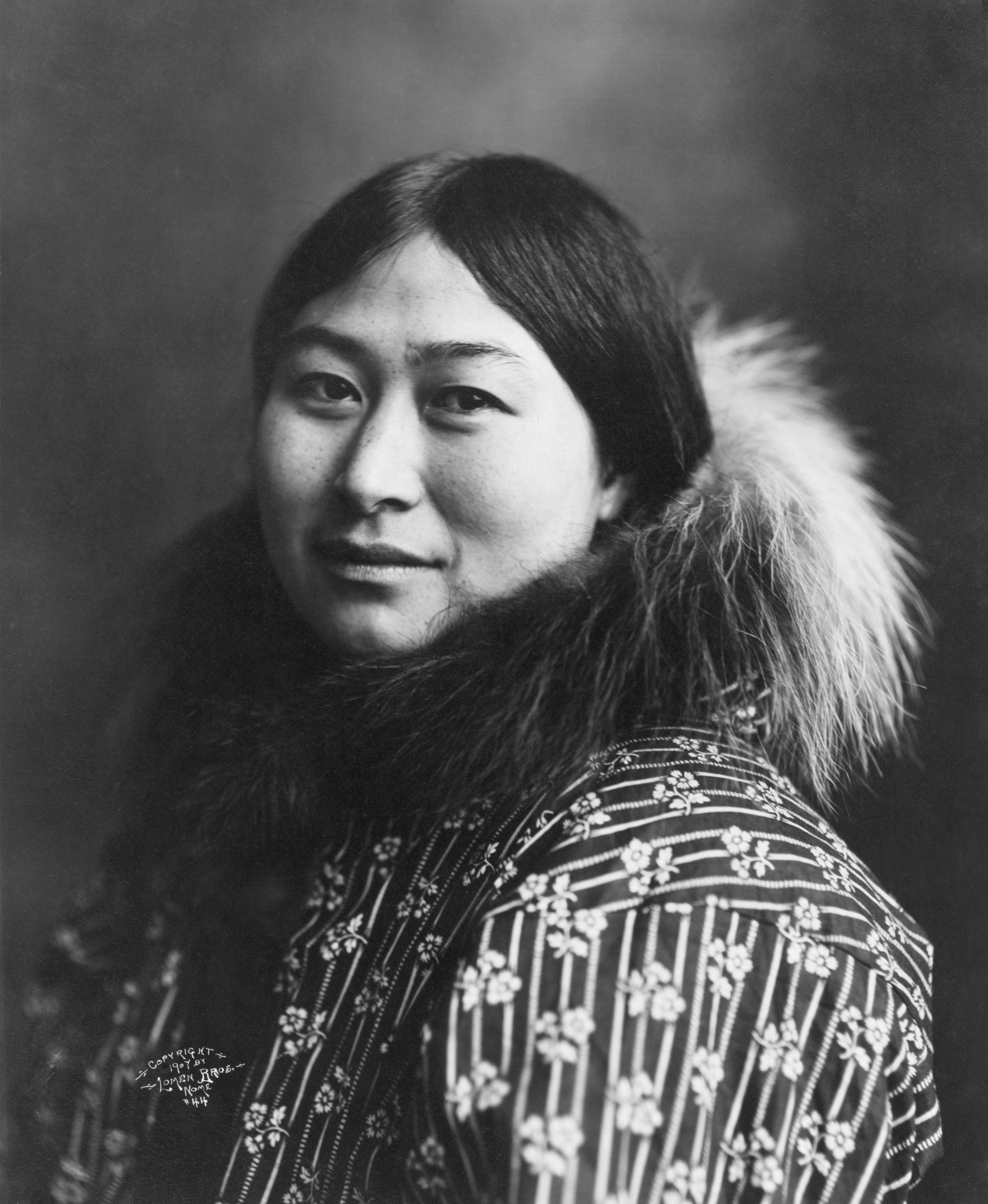
Donna Inuit
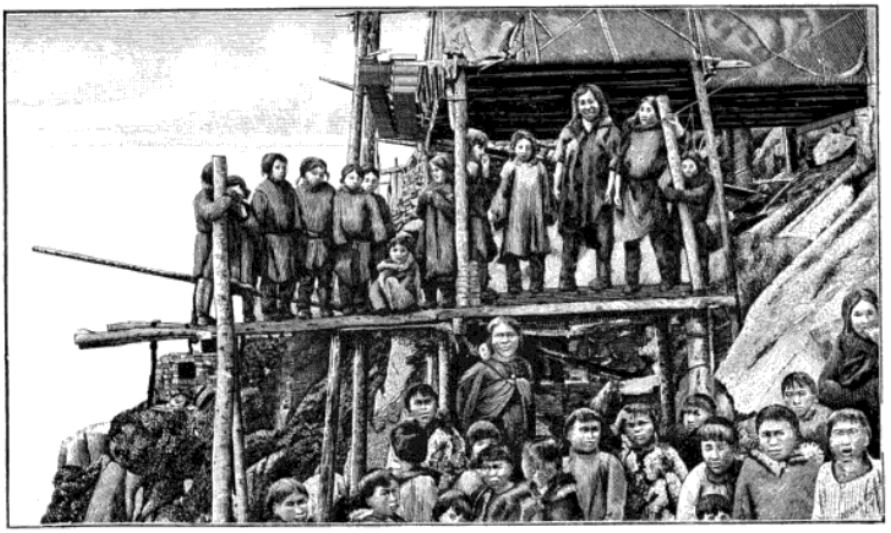
Residenti dell'Isola King
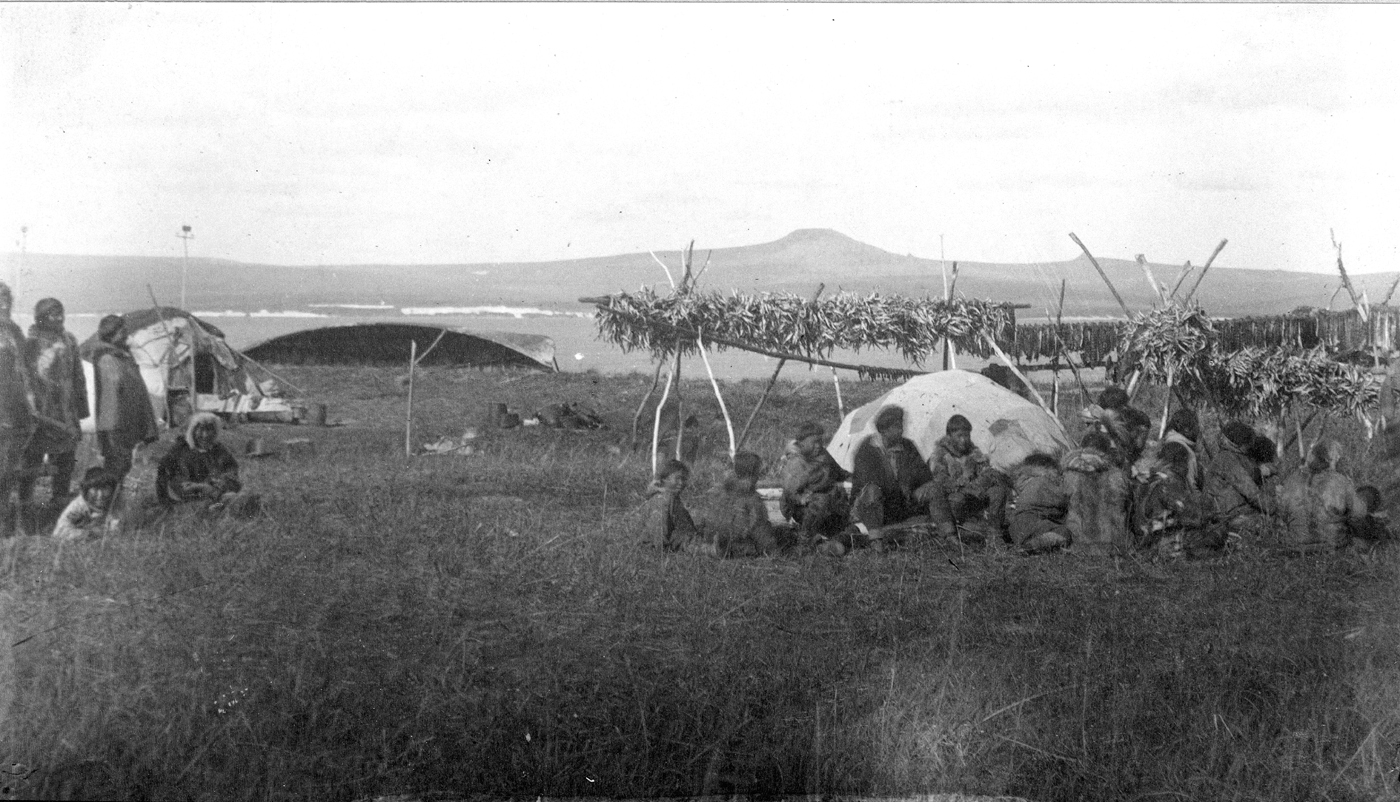
Essiccazione del pesce, porto di Grantley, penisola di Seward, 1885
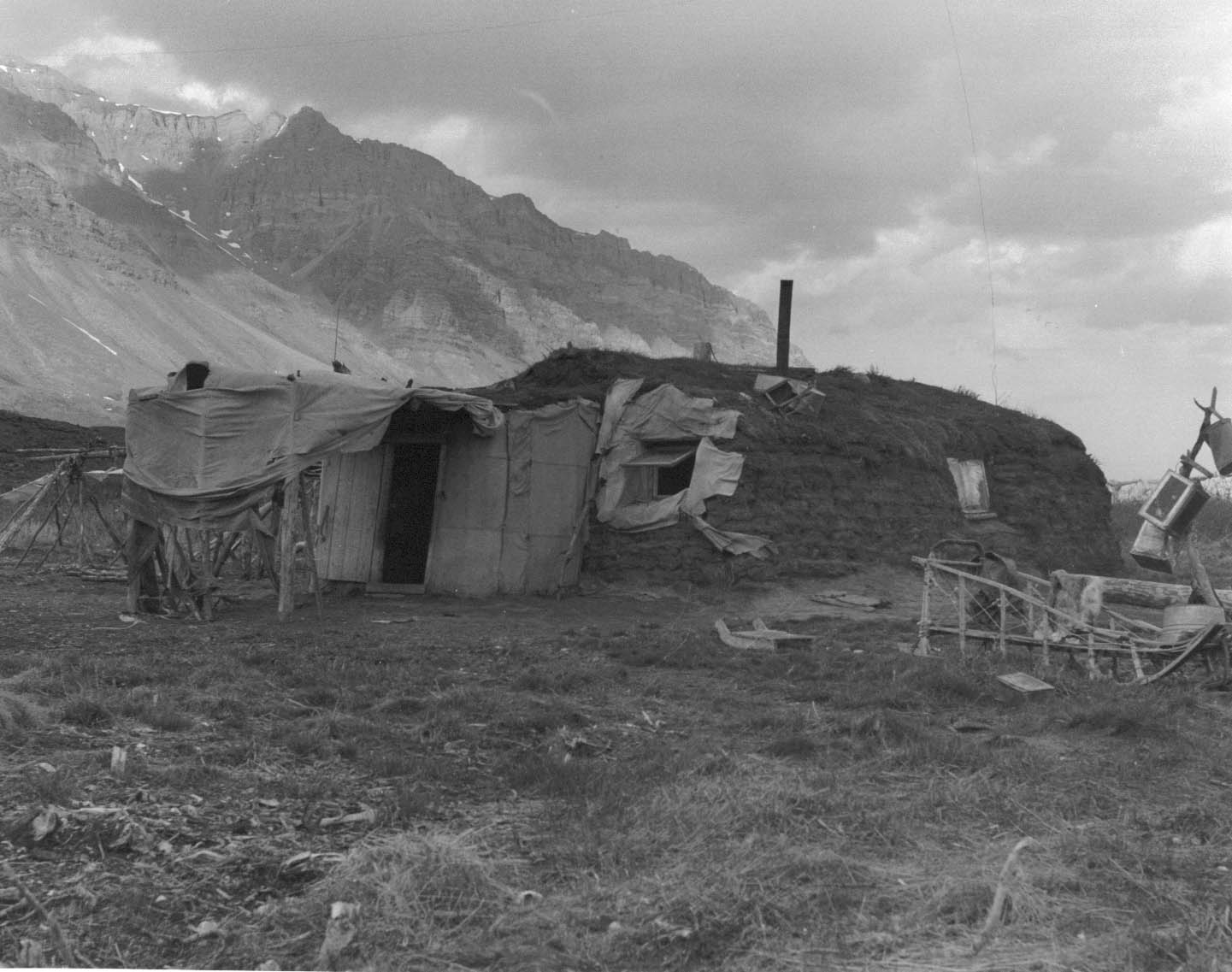
La casa dei Nunamiut Iñupiat nella regione di Anaqtuuvak, ricoperta di zolle di terreno muschioso e chiamata ivrulik, 1957
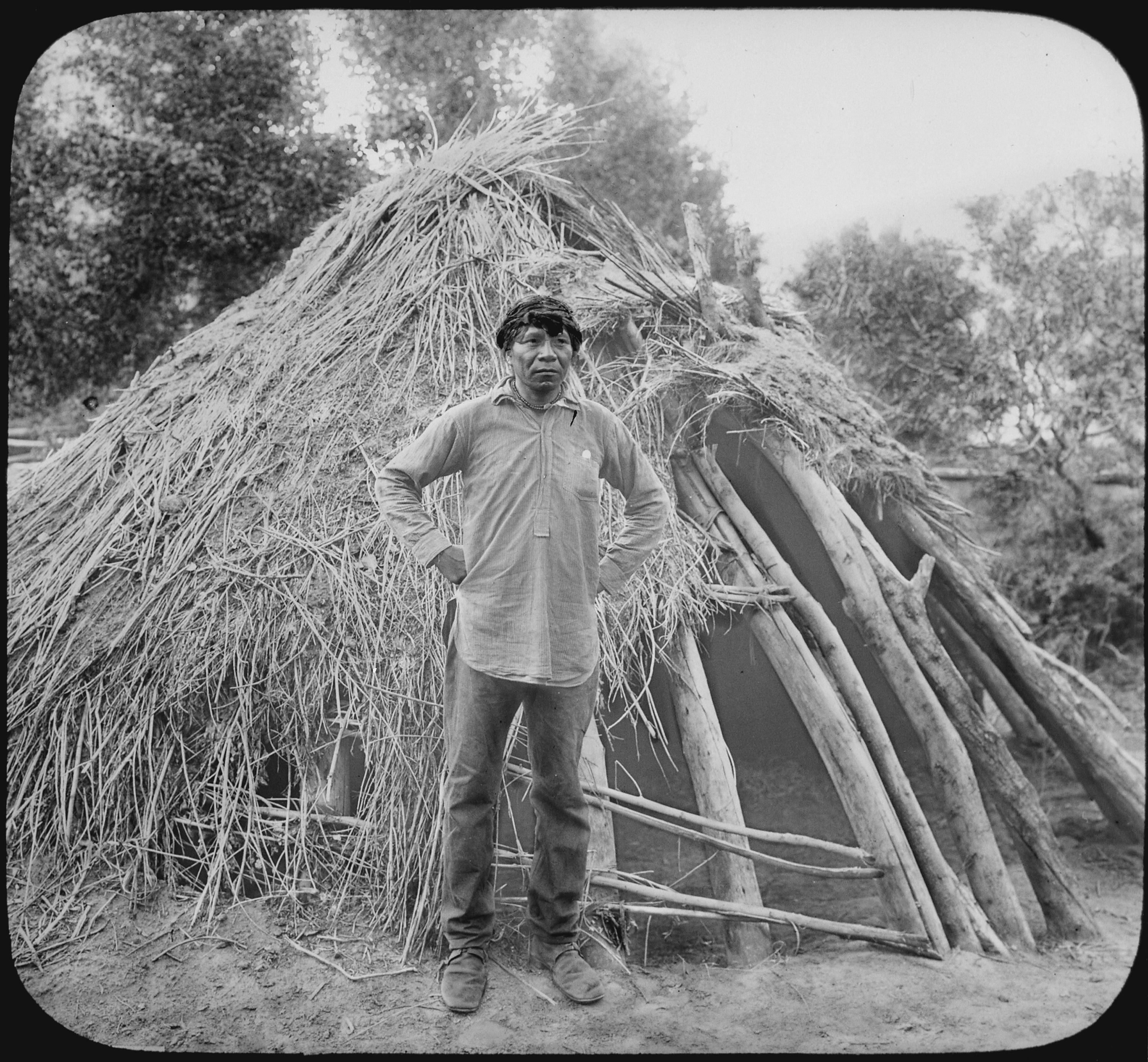
Tenda estiva in pelle, Punta Barrow, 1935
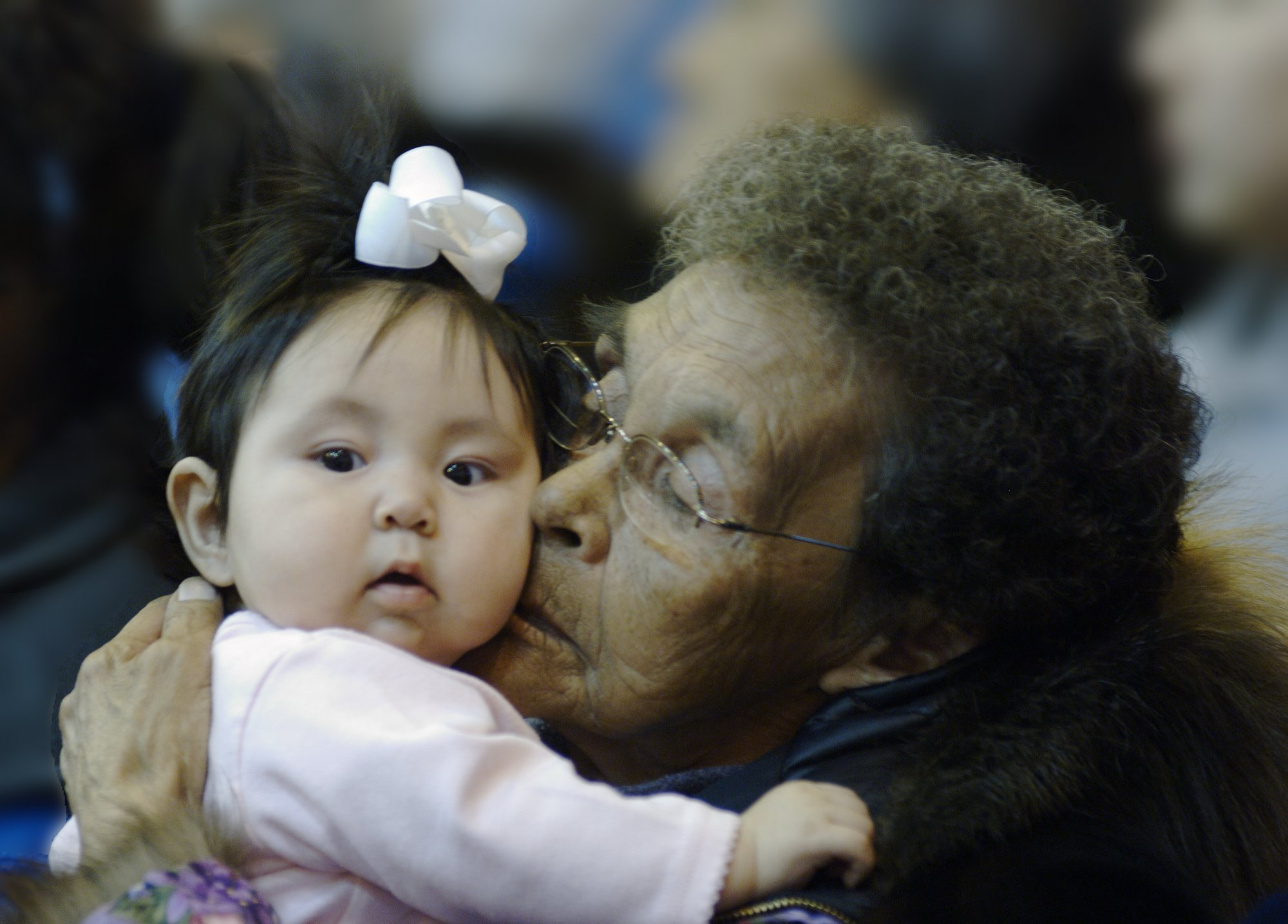
La nonna (aana) bacia la nipote alla festa di Nalukataq, Barrow, 2007. Il bacio tra gli Iñupiat (puvipsuk) è fatto toccando il naso, noto come bacio eschimese
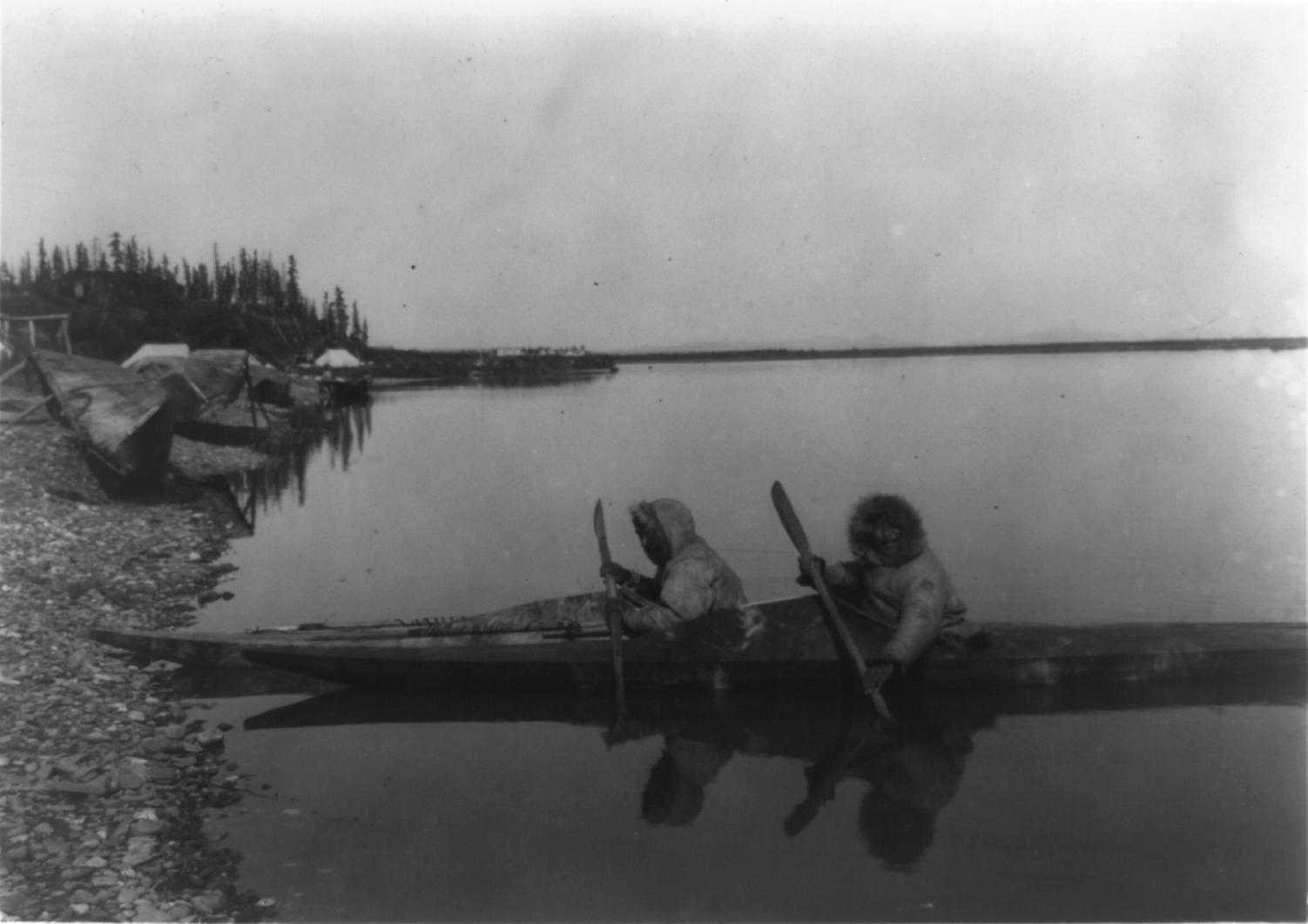
Due cacciatori a Qayaq, Noatak, Alaska, 1927
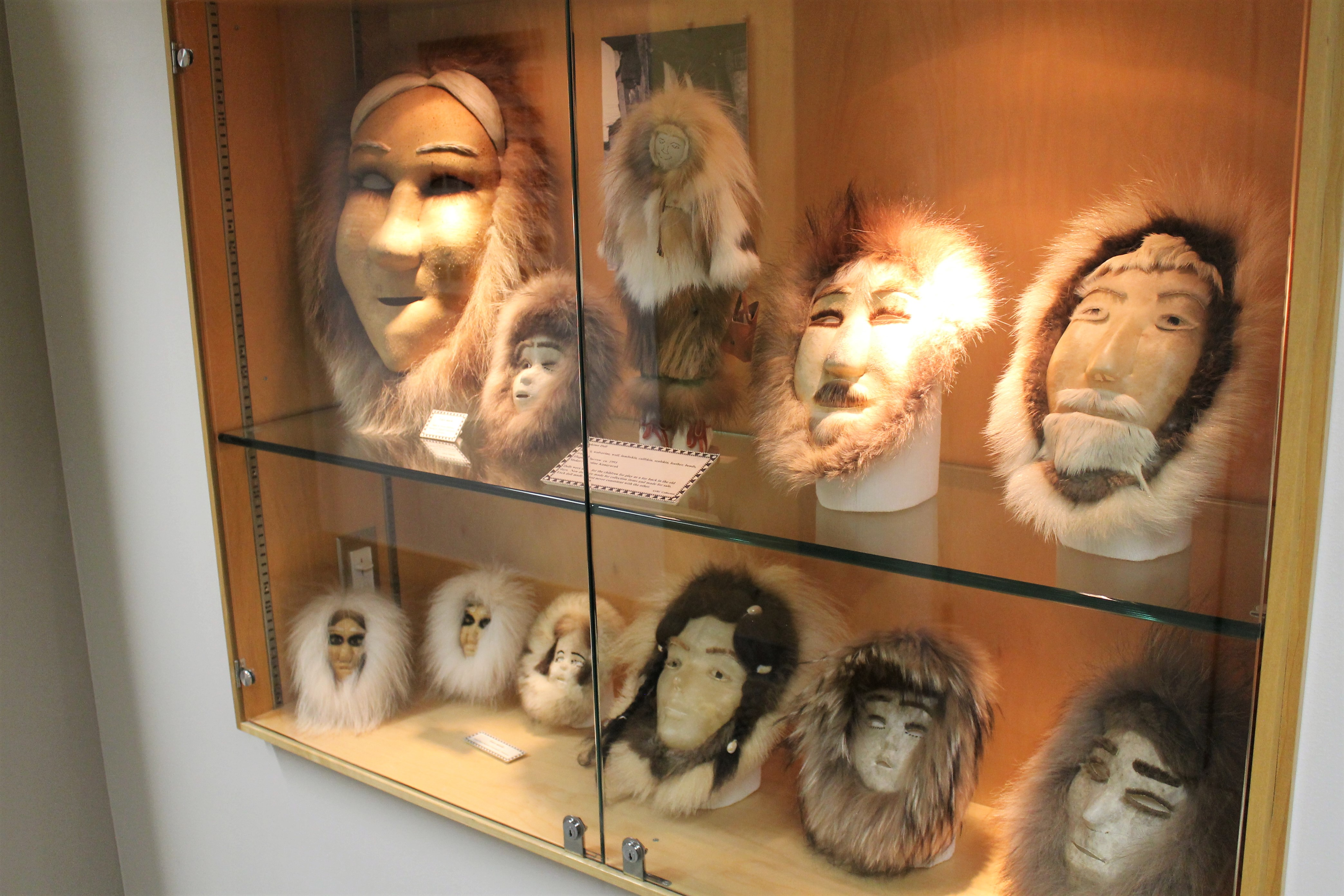
Maschere all'Iñupiat Heritage Center, Utqiagvik